# Viktoria Lösche
Viktoria Lösche (* 1952 in Zwickau) ist eine deutsche Lyrikerin.

## Biografie
Lösche wuchs in der DDR und später im niederrheinischen Krefeld auf. Im Jahr 1981 veröffentlichte sie mit Ghetto für Blumen ihre erste Gedichtsammlung. Anschließend erschienen ihre Texte in diversen Ausgaben der Zeitschrift Literatur in Krefeld (später: Literatur am Niederrhein) sowie in Anthologien, etwa des la fleur-Verlages. 1982 erhielt sie für Hungertuch den anlässlich der Frankfurter Buchmesse verliehenen Förderpreis für Erstlingswerke, 1984 wurde ihr der Förderpreis für Literatur des Landes NRW zuteil. Der Gedichtband Leisesprecher mit Zubehör erschien im Jahr 1998, danach folgten lange Zeit keine weiteren Werke Lösches. 2016 erhielt sie die Unterstützung des langjährigen kulturpolitischen Sprechers der SPD im Landtag Eugen Gerritz, der sich für ein Subskriptionsprojekt starkmachte, um Lösche eine weitere Veröffentlichung zu ermöglichen. Ende des Jahres konnte so durch 300 Unterstützer (darunter Dieter Pützhofen) der Band Lichthof realisiert werden. Im Jahr 2019 folgte der Gedicht- und Prosaband Spottlight On. Er erschien wie die vorherigen Werke Lösches ebenfalls im Krefelder Sassafras-Verlag.
Lösche lebt in Krefeld und arbeitete als Lehrerin.

## Veröffentlichungen
- Ghetto für Blumen. Sassafras, 1981, ISBN 3-922690-22-X.
- Leisesprecher mit Zubehör. Sassafras, 1998, ISBN 3-922690-71-8.
- Lichthof. Sassafras, 2016, ISBN 978-3-922690-92-4.
- RUTAN Design. Literaturautomat, 2017.
- Spottlight On. Sassafras, 2019, ISBN 978-3-922690-95-5.